# Burundese frank
De frank is de munteenheid van Burundi. Eén frank is honderd centime, maar de ondereenheid wordt niet meer gebruikt.
Munten in circulatie: 1, 5 en 10 frank. Het papiergeld is beschikbaar in 10, 20, 50, 100, 500, 1000, 2000, 5000 en 10.000 frank.
In wat nu Burundi is (vroeger Duits-Oost-Afrika) werd tot 1916 de Duitse Oost-Afrika roepie (DOAR) gebruikt. Daarna viel het gebied onder Belgisch beheer en werd echter, doordat België door Duitsland bezet was, altijd nog door een Duitse vertegenwoordiger geregeerd. In de oorlogsjaren werd de Kongo-frank gebruikt. Tot 1919 was deze munt gekoppeld aan het pond sterling. Per 1929 werd de Kongo (Belgische) frank (CBEF) ingevoerd. In 1951 werd de centrale bank van Belgisch Kongo en Ruandu-Urundi genationaliseerd en toen daarna in 1960 Kongo de monetaire unie verliet, werd de Burundi Rwanta frank (BRIF) ingevoerd, die een 1:1 verhouding had ten opzichte van de Belgische frank. Deze munteenheid werd in 1964 opgevolgd door de huidige munteenheid, de Burundese frank (BIF).

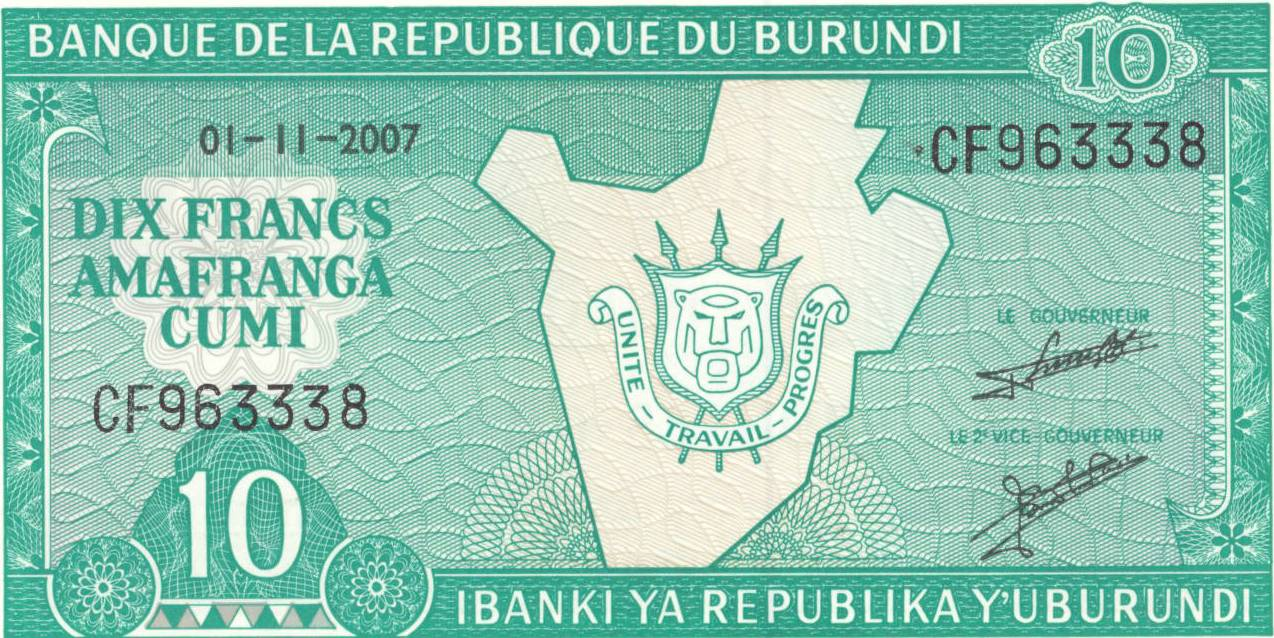
10 franc (voorzijde)
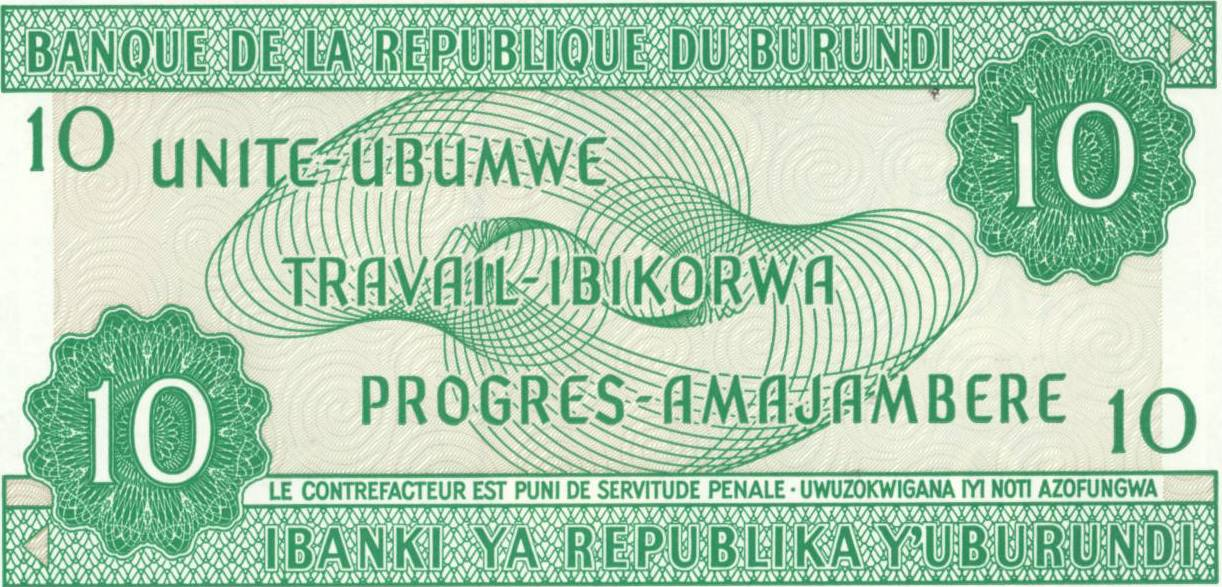
10 franc (achterzijde)
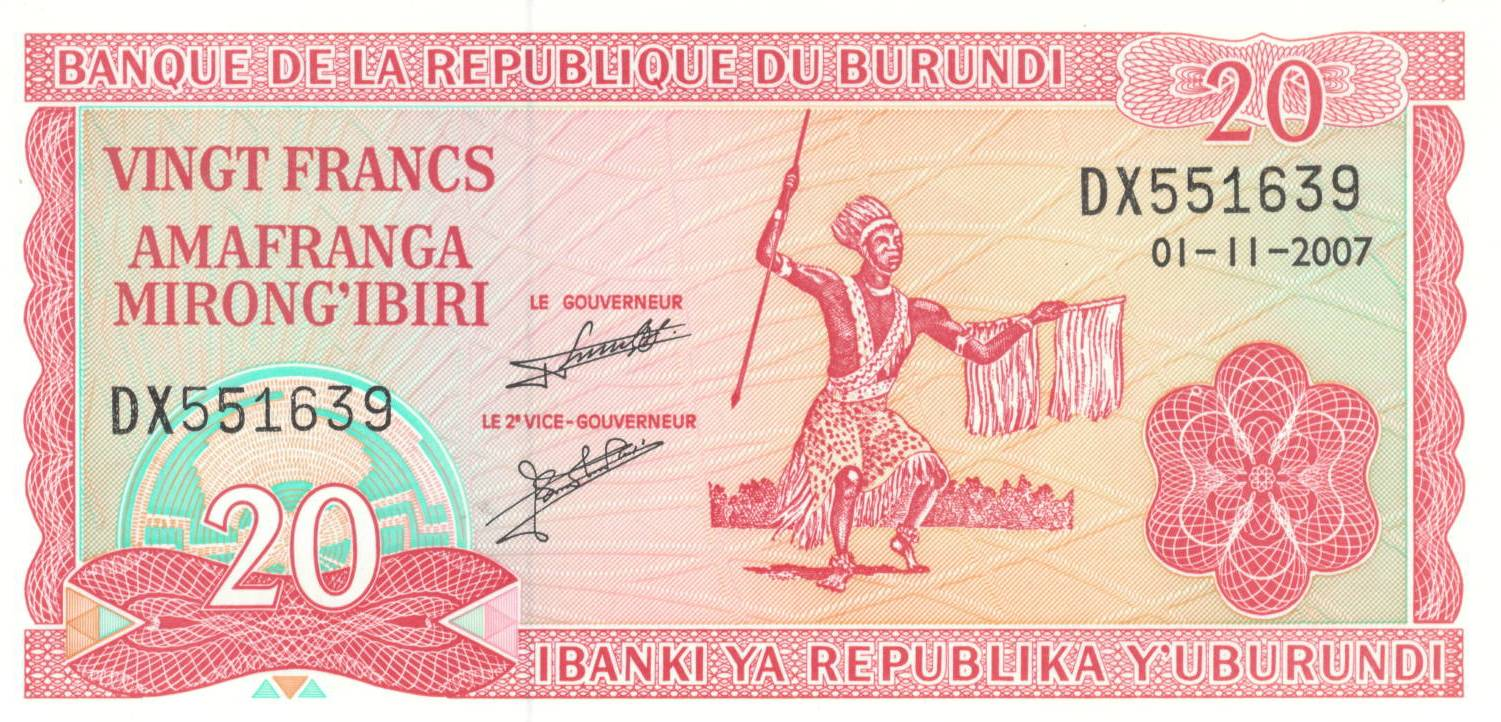
20 franc (voorzijde)
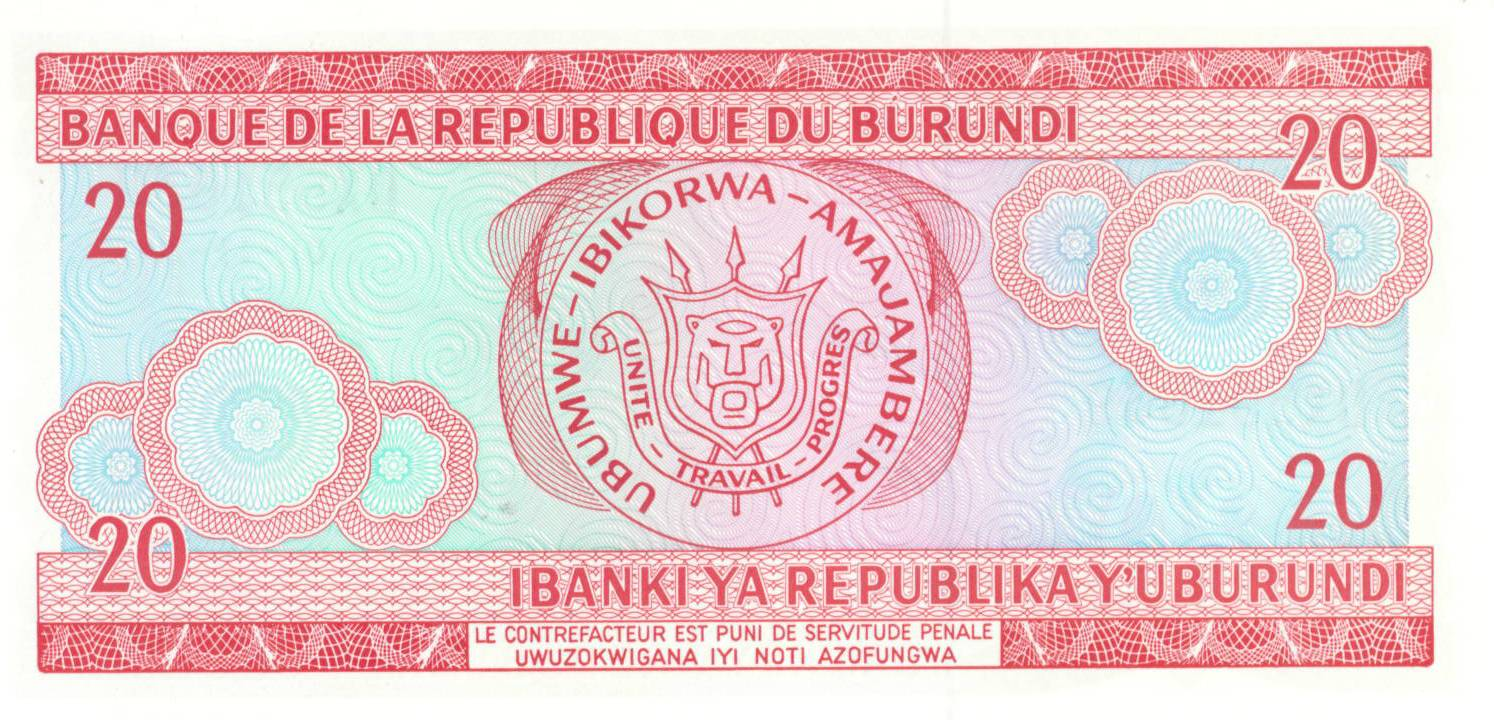
20 franc (achterzijde)